# Bohnenbergers elektroskop

Principskiss för Fechners vidareutveckling av Bohnenbergers elektroskop. A, torrstapel. B, anod. C, katod. D, guldfolie. E, glaskupa. F, yttre kontaktplatta. När en laddning tillförs F, blir D laddad och dras mot antingen B eller C beroende på laddningens tecken.

Bohnenbergers elektroskop var ett polärt elektroskop utvecklat 1815 av Johann Gottlieb Friedrich von Bohnenberger ur det av Thomas Georg Bernhard Behrens uppfunna polära elektroskopet från 1806. Det nya med polära elektroskop i förhållande till, exempelvis, Alessandro Voltas, var att laddningens polaritet kunde avgöras.
Det av Gustav Fechner 1829 vidareutvecklade elektroskopet består av en torrstapel vars båda poler står i ledande förbindelse med var sin av två metallplattor, vilka därigenom ständigt bär lika stora laddningar av motsatt pol. Bohnenberger hade i stället två vertikala staplar vända med motsatta poler uppåt. Mellan plattorna hänger en guldfolie (eller ett med bladguld klätt papper) och om denna tillförs en elektrisk laddning, kommer den att attraheras av den platta vars elektriska laddning är motsatt mot guldfoliens.
Om guldfolien tillåts komma i kontakt med de laddade plattorna, kommer den att byta laddning vid kontakten och attraheras av den andra plattan, där den byter laddning och återigen attraheras av den första plattan - det vill säga fladdra från platta till platta {och gradvis ladda ur batteriet}.
Bohnenbergers elektroskop vidareutvecklades, förutom av Gustav Fechner 1829, av Peter Riess 1853.